# 法昆多·龙卡利亚
法昆多·塞巴斯蒂安·龙卡利亚（西班牙語：Facundo Sebastián Roncaglia，發音：[faˈkundo roŋˈkaɣlja]；1987年2月10日—）是一名阿根廷足球运动员，司职后卫，现效力于塞浦路斯甲組足球聯賽球隊艾里斯利馬素。

## 俱乐部生涯
2007年，龙卡利亚在阿根廷豪门博卡青年开始职业足球生涯。2007年10月21日，他在博卡青年1比1战平拉普拉塔大学生的比赛上演职业生涯首秀。
2009年7月27日，龙卡利亚被租借到西班牙足球甲级联赛球队西班牙人。2009/10赛季结束后，他回归博卡青年，之后又被迅速租借到拉普拉塔大学生。
2012年7月，龙卡利亚和博卡青年合同到期离队。之后，他自由转会加盟意大利足球甲级联赛球队佛罗伦萨。
2019年1月31日，龙卡利亚被租借至華倫西亞直至6月。8月8日，與奧沙辛拿簽下一份一年合約，轉會費為25萬歐元。